# Glyptotendipes paripes
Glyptotendipes paripes är en tvåvingeart som först beskrevs av Edwards 1929.  Glyptotendipes paripes ingår i släktet Glyptotendipes och familjen fjädermyggor. Arten är reproducerande i Sverige. Inga underarter finns listade i Catalogue of Life.